# Franciszek Ludwik Frezer

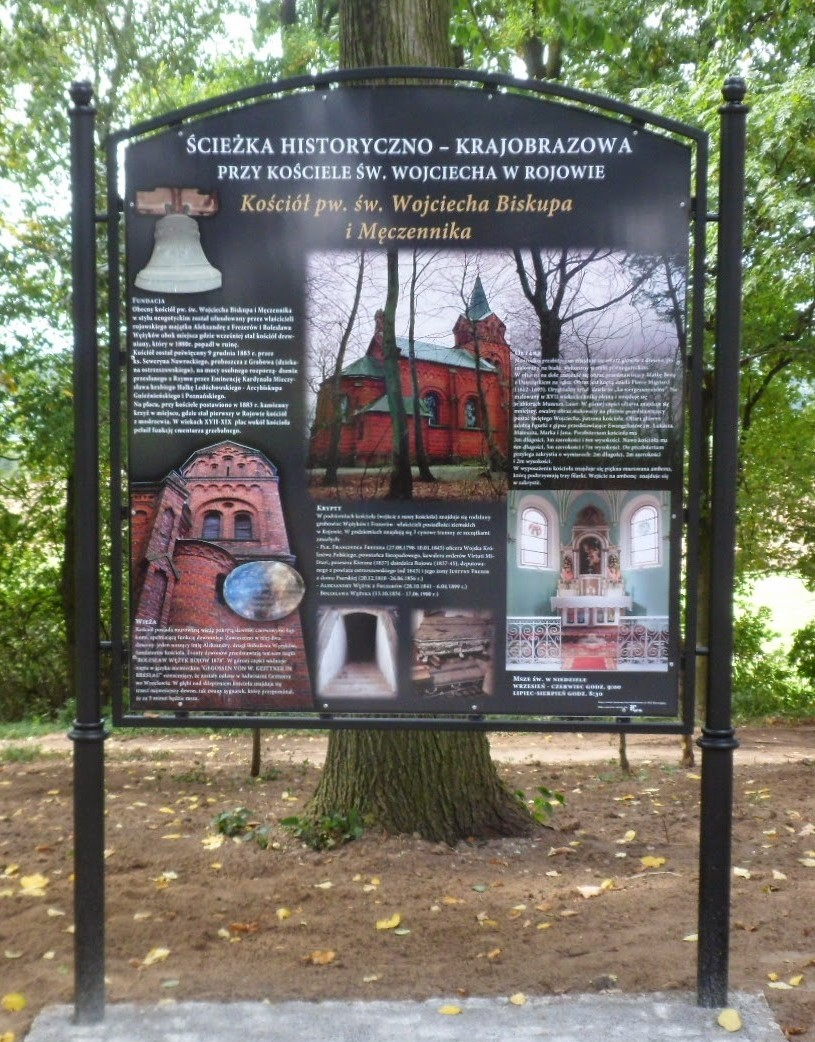
Tablica informacyjna ścieżki historyczno-krajobrazowej przy kościele p.w. św. Wojciecha w Rojowie upamiętniąca płk. Franciszka Frezera

Franciszek Ludwik August Frezer (ur. 27 sierpnia 1798 w Poznaniu, zm. 10 stycznia 1845 w Rojowie) – polski oficer, pułkownik powstania listopadowego odznaczony Orderem Virtuti Militari, deputowany na sejm prowincjonalny Wielkiego Księstwa Poznańskiego.

## Życiorys
Franciszek Frezer urodził się jako syn chorążego Macieja Frezera i Krystyny ze Skoroszewskich. Był wychowankiem Korpusu Kadetów w Kaliszu. Franciszek Frezer pobierał naukę w latach 1808–1812.
Od 1 lipca 1812 r. wszedł do służby cywilnej (Biura Dyrekcji Skarbu dep. Bydgoskiego) jako kancelista i przebywał w niej do 5 marca 1815 roku.
Kariera wojskowa
11 marca 1815 roku wstąpił do wojska 1. pułku strzelców konnych jako chorąży. 15 maja 1816 roku otrzymał awans na podporucznika, a 15 maja 1825 roku na porucznika I pułku strzelców pieszych i adiutanta pułkowego wojska Królestwa Polskiego. Od 17 czerwca 1829 roku pełnił funkcję adiutanta polowego brygady generała hrabiego Piotra Szembeka. 24 maja 1830 roku otrzymał znak honorowy za 15 lat nieskazitelnej służby oficerskiej.
Powstanie listopadowe
Po dwóch miesiącach powstania listopadowego, 6 lutego 1831 roku został mianowany na stopień kapitana. Od tego dnia pełnił obowiązki szefa sztabu 4 dywizji piechoty. Odznaczył się w bitwie pod Dobrem.W marcu 1831 r.  przybył do Zamościa mianowany przez Naczelnego Wodza dowódcą Gwardii Ruchomej. Gen Dwernicki odkomenderował kpt Franciszka Frezera do organizacji Straży Bezpieczeństwa. W kwietniu 1831 r. odszedł z korpusem gen Dwernickiego na Wołyń. Od 4 czerwca 1831 roku został adiutantem polowym gen. Macieja Rybińskiego – dowódcy 1. dyw. piech. 27 lipca 1831 roku awansowany został do stopnia majora 12. pułku piechoty liniowej. Zachowały się dwa meldunki majora Frezera z końcowego etapu powstania listopadowego z sierpnia 1831roku. Pełnił wtedy funkcję komendanta posterunku w Żakowie.
Franciszek Frezer jako major 12 pułku piechoty liniowej za zasługi wojenne 2 września 1831 roku otrzymał złoty (nr 2397), a 25 września 1831 roku kawalerski krzyż Orderu Virtuti Militari (3385). Po zdobyciu Warszawy przez Rosjan we wrześniu 1831 roku mianowany został do stopnia podpułkownika. Dnia 30 września otrzymał żądaną dymisję. .
5 października 1831 roku przeszedł z oddziałem 20-tysięcznej armii granicę z Prusami w okolicach Jastrzębia. Internowany wraz z armią, władzami powstańczymi z ostatnim prezesem Rządu Narodowego Bonawenturą Niemojowskim oraz członkami sejmu i licznymi politykami w zabudowaniach klasztoru franciszkanów w Brodnicy.
Pierwsze małżeństwo
Franciszek Frezer wrócił do Poznania, gdzie 27 sierpnia 1832 roku w parafii św. Marii Magdaleny w Poznaniu zawarł związek małżeński z 43-letnią Katarzyną Elżbietą Szczukową (poprzednio zamężną Pniewską). Niedługo cieszył się szczęściem małżeńskim, albowiem jego małżonka umarła w Poznaniu przy ulicy Butelskiej (Woźnej) już 22 maja 1834 roku pozostawiając ruchomy majątek. Frezerowie nie doczekali się dziecka.
Drugie małżeństwo
Po śmierci żony przeniósł się do Kierzna i stał się dzierżawcą tamtejszego majątku dzięki protekcji gen Szembeka. 9 listopada 1837 roku jako posesor wsi Kierzno zawarł związek małżeński z Justyną Psarską – dziedziczką Rojowa; świadkami na ślubie był gen. Szembek oraz nieznani z imienia Wężyk i Psarski. 
Z tego związku urodziły się dwie córki: Aleksandra urodzona 28 października 1841 roku oraz Józefa urodzona 5 kwietnia 1843 roku

### Działalność polityczna
18 kwietnia 1843 roku Franciszek Frezer został drugim deputowanym na sejm prowincjonalny Wielkiego Księstwa Poznańskiego z powiatu ostrzeszowskiego jako „posiedziciel” z Rojowa. Funkcję pierwszego deputowanego pełnił wówczas Feliks Wężyk właściciel z Baranowa. Funkcję deputowanego pełnił Frezer do swojej śmierci. 
Śmierć i pochówek
Franciszek Frezer zmarł na tyfus 10 stycznia 1845 roku w wieku 46 lat, a jego żona Justyna 26 czerwca 1856 roku. Oboje zostali pochowani w podziemiach rojowskiego kościoła, najpierw drewnianego, a potem w 1883 roku, murowanego, którego fundatorem wraz z mężem Bolesławem Wężykiem była ich córka Aleksandra.

## Upamiętnienie
Franciszek Frezer został upamiętniony na tablicy informacyjnej ścieżki historyczno-krajobrazowej przy kościele pw. św. Wojciecha w Rojowie.